# Keřovka plavá
Keřovka plavá (Fruticicola fruticum) je druh středně velkého plže z čeledi Bradybaenidae (starší zdroje ji uvádějí i v čeledi Camaenidae). Tento druh byl poprvé popsán Ottem Friedrichem Müllerem v roce 1774.

## Popis
Ulita keřovky plavé je kulovitá, poměrně masivní a jemně rýhovaná. Šířka ulity se pohybuje mezi 13–23 mm, zatímco výška dosahuje 10–19 mm. Ústí ulity je mírně šikmé, přičemž umbilikus je mírně otevřený. Umbilikus tvoří přibližně 1/7 průměru ulity a je obklopen jemnými růstovými liniemi. Povrch ulity má zbarvení od šedobílé po žlutohnědou, někdy s tmavými skvrnami nebo hnědou páskou. Ulita je poměrně tlustostěnná, což zvyšuje její odolnost vůči predátorům.

## Možná záměna
Keřovka plavá je jediným zástupcem čeledi Bradybaenidae v České republice (podle současné klasifikace). Přesto může být zaměněna za světle zbarvené jedince páskovky keřové (Cepaea hortensis) nebo keřnatky vrásčité (Euomphalia strigella).

## Rozšíření
Keřovka plavá je palearktickým druhem, hojně rozšířeným ve střední a východní Evropě. V České republice se vyskytuje zejména v nižších polohách a patří mezi běžné druhy. Kromě přirozených stanovišť je tento druh schopen osidlovat i narušené biotopy, například lomy nebo železniční náspy.

## Biologie a ekologie
Keřovka plavá obývá křovinaté stráně, lesostepi, světlé lesy a luhy. Často ji lze nalézt i na antropogenních stanovištích, jako jsou lomy, železniční náspy a okraje cest. Žije mezi vegetací, ale může šplhat také na stromy. Přezimuje v stařině, jako je suchá tráva nebo spadané listí.
Zajímavostí je vztah ke druhu brouka Drilus flavescens, jehož larvy se živí plži, často právě keřovkou plavou. Larvy tohoto brouka ulity využívají i jako dočasný úkryt.

## Galerie

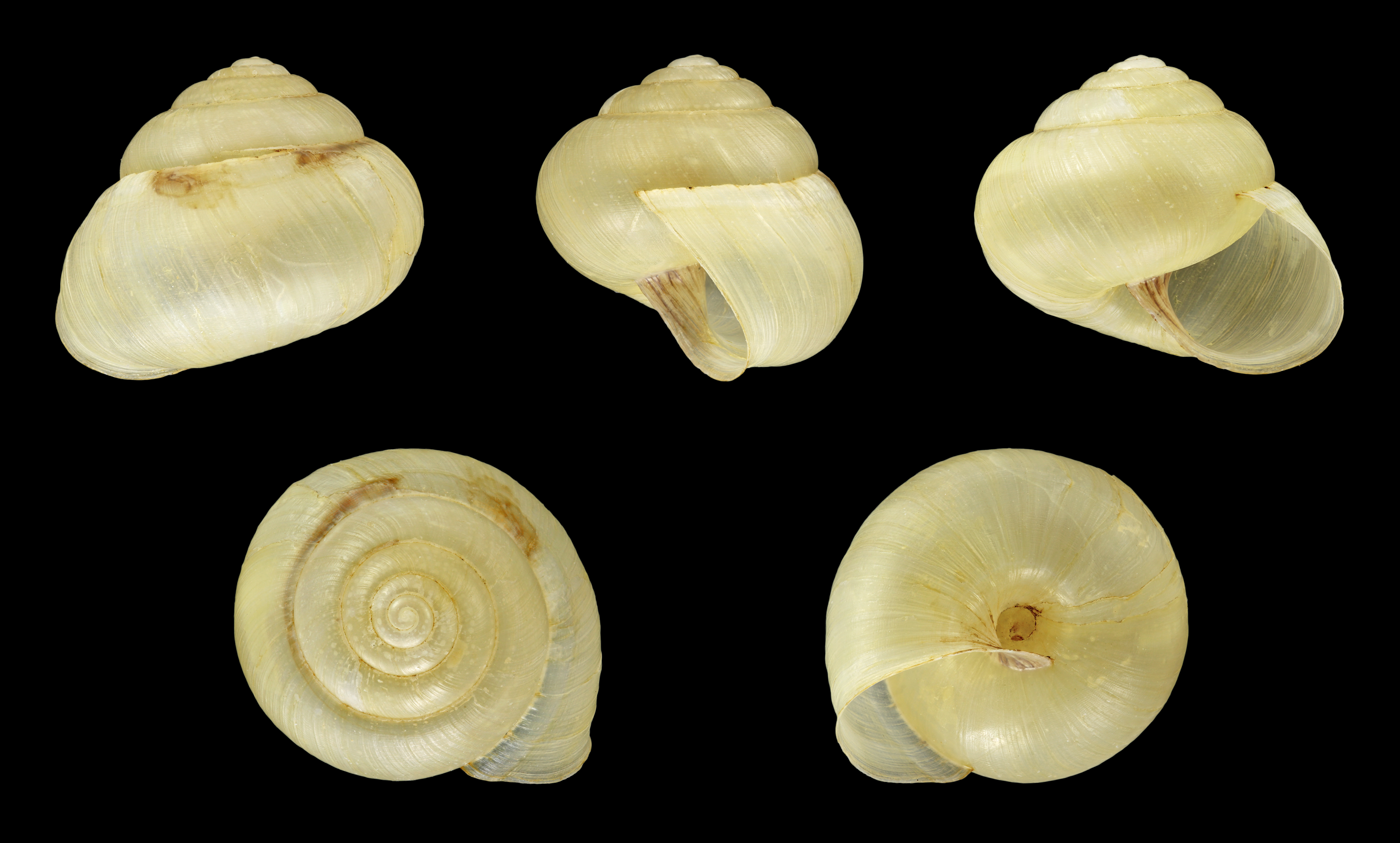
Ulita keřovky plavé v pěti polohách
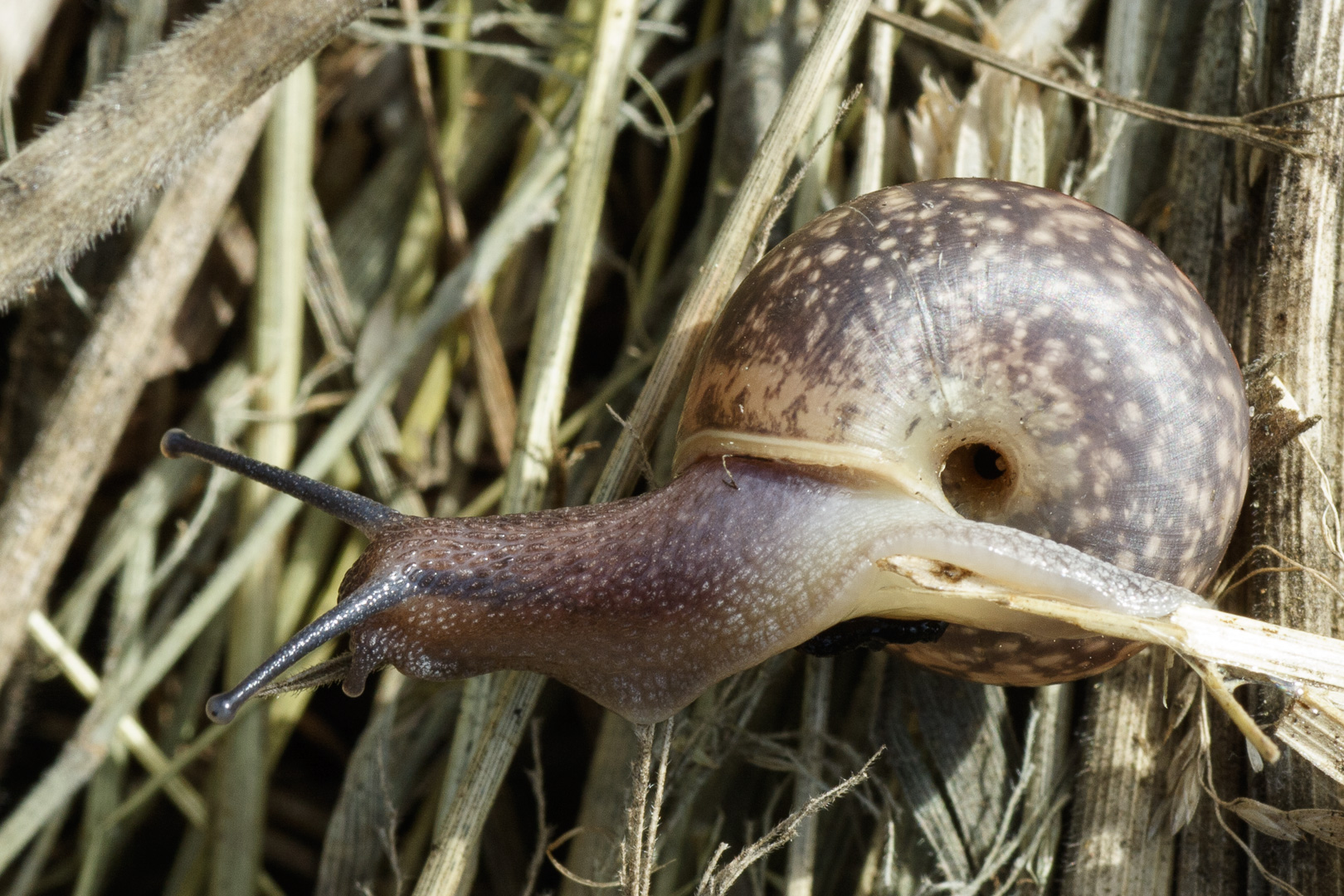
Boční pohled na živého jedince
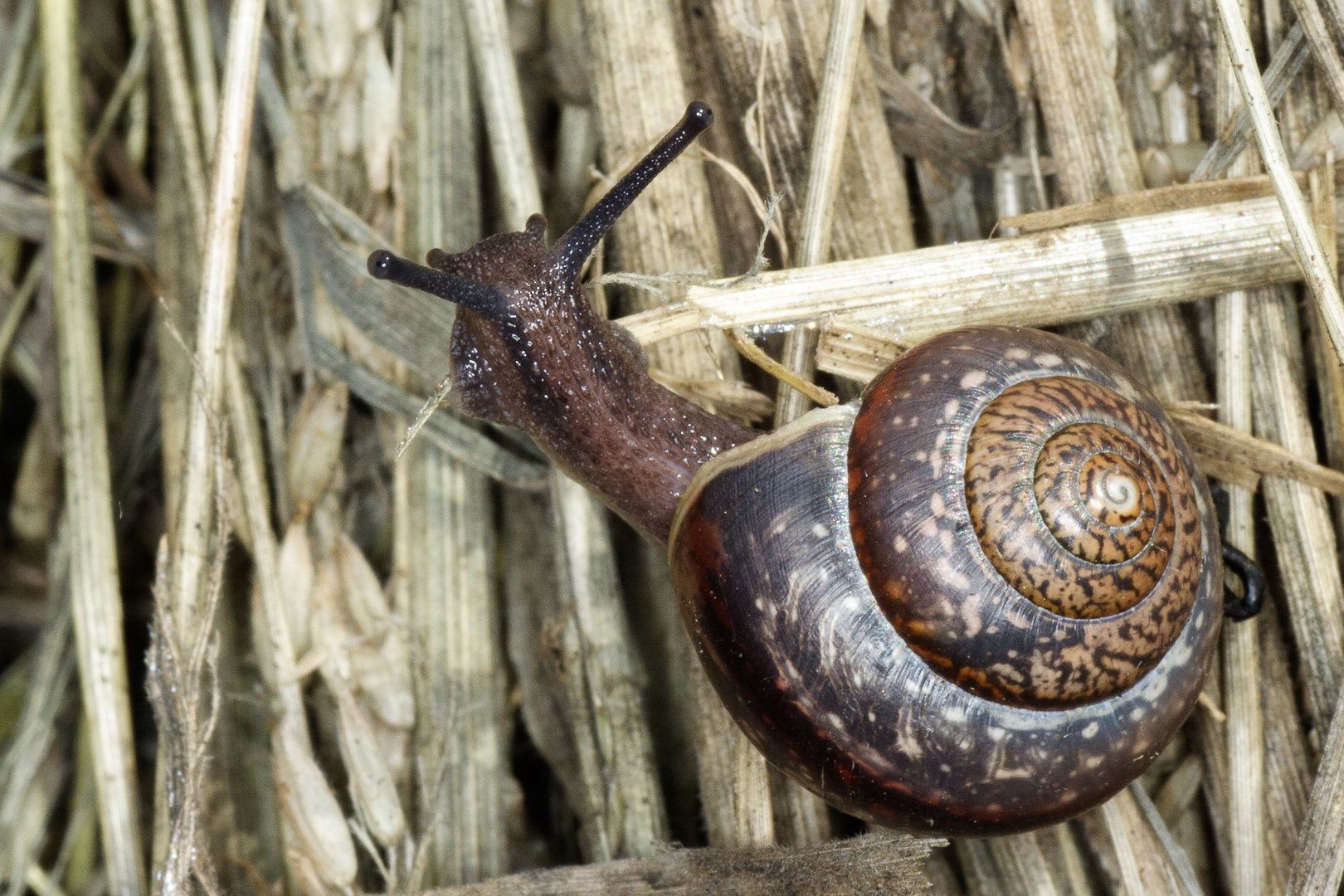
Keřovka v přirozeném prostředí
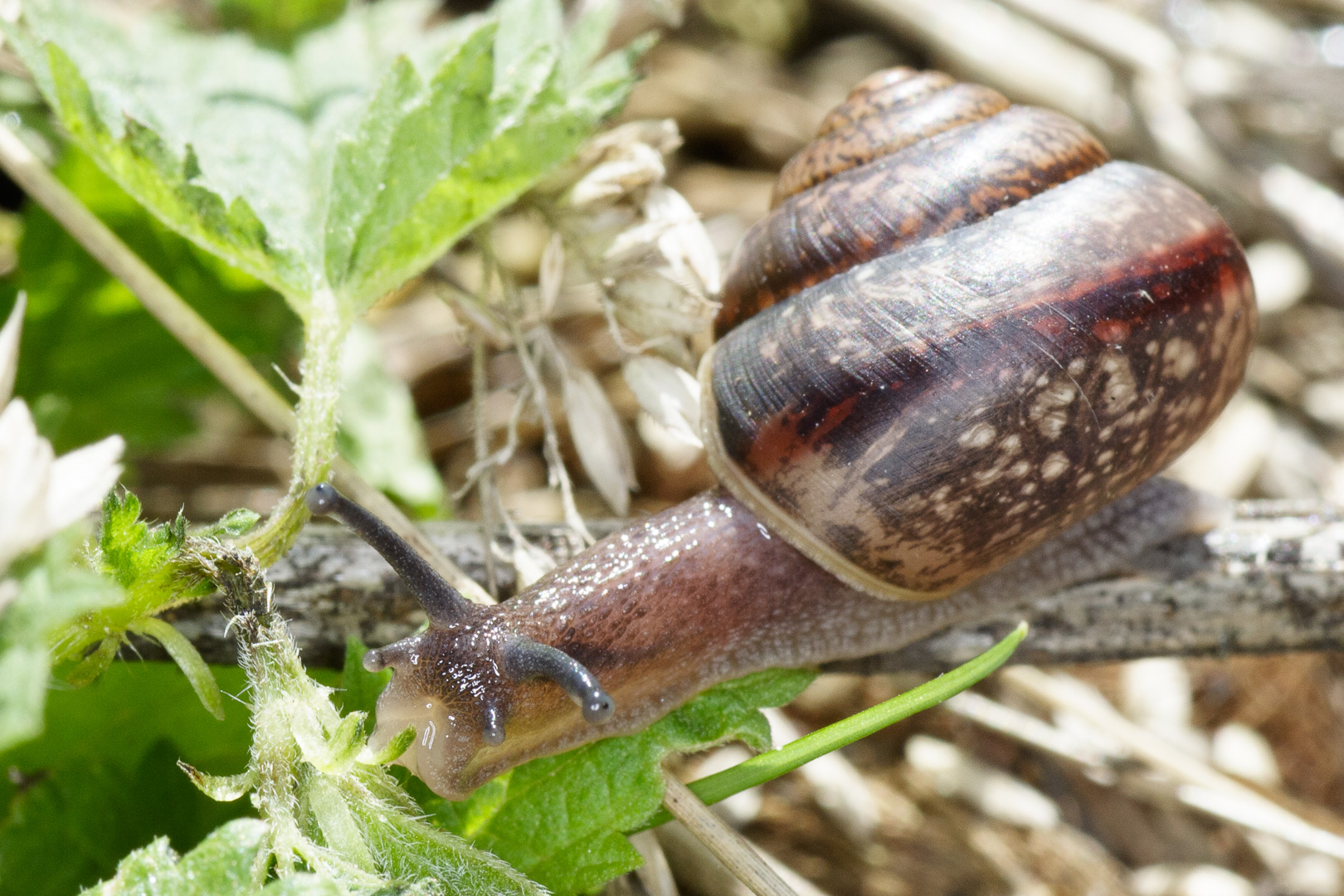
Keřovka v přirozeném prostředí
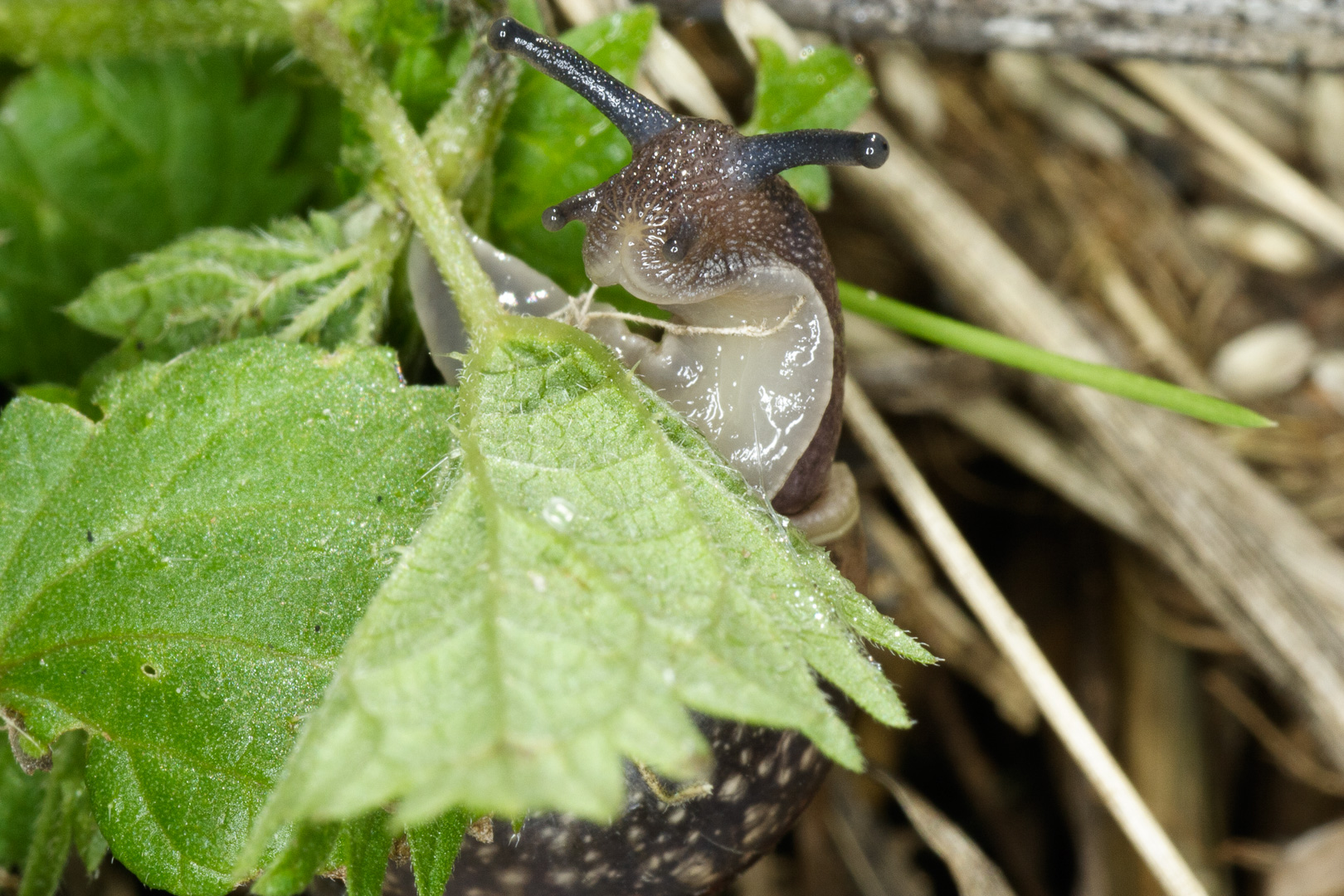
Makro detail hlavy